# 良瑜
良瑜（りょうゆ、正慶2年/元弘3年（1333年） - 応永4年8月21日（1397年9月12日））は、南北朝時代の天台寺門宗の僧侶。二条兼基の子。園城寺長吏（108・112・120世）。
実相院の増仁に伝法灌頂を受けた後、園城寺に入って良慶・道瑜に学ぶ。園城寺の院家である常住院の門跡となり、熊野三山検校を兼ねる。後に大僧正に叙され、貞治2年（1363年）に園城寺長吏に任じられ、以降計3回にわたって務めた。明徳元年（1390年）に准三宮となる。
年上の甥である二条良基の庇護を受け、持明院統代々の天皇の護持僧を務めた他、当時室町幕府・足利将軍家との関係が希薄であった寺門派の中で初めて武家護持僧を務めた。また、常住院の他、実相院・南瀧院・如意寺など、多くの院家・末寺の門跡を兼ねて自分の弟子をその後継とした。良瑜が生前に伝法灌頂した弟子の数は23名いたとされている。特に二条良基の実子である道意を後継者として意図していたが、明徳2年（1391年）に門跡の中でも格式が高い聖護院が断絶すると、道意をその後継にすることに成功するとともに、彼に常住院の重代職となっていた熊野三山検校を譲り、これ以降同職は聖護院の重代職となった。
また、歌人としても優れ、『新千載和歌集』に1首、『新拾遺和歌集』に2首、『新続古今和歌集』に3首、『菟玖波集』に5首が採録されている他、『一万首作者』・『新玉津島三十首』の作者として伝えられている。